# Guf (mitologia)
Secondo il misticismo ebraico il Guf (in ebraico גוף‎?, da una radice riconducibile all''essere vuoto'), anche chiamato Otzar (termine ebraico che significa tesoro), è la "stanza delle anime", in cui risiedono le anime in attesa dell'incarnazione, ed è posto nel settimo Cielo: è da qui che proviene l'anima di ogni nuovo nato. Le anime non possono essere viste da nessuno eccetto che dai passeri, il cui canto è ispirato dalla visione delle anime che entrano nel nuovo corpo. Il numero delle anime è però limitato: arriverà così il giorno in cui anche l'ultima anima avrà lasciato il Guf, i passeri smetteranno di cantare e la nascita di un bambino morto, senz'anima, sarà l'ultimo dei segni della fine del mondo.

## Esegesi ebraica
Nel Talmud, il termine "guf" viene usato per indicare il luogo dove dimorano le anime non ancora nate.
Recita il Talmud: «Il Figlio di Davide (Mashiach) non giungerà fino a quando non ci saranno più anime nel corpo». Inoltre il numero delle anime dei nascituri non è infinito ma finito. Esse continueranno a nascere; attenderanno nel luogo celeste denominato il corpo.

## Nella cultura di massa
Il Guf viene citato all'interno del film La settima profezia. La protagonista, interpretata da Demi Moore, cerca un libro che descrive il Guf.
Nell'anime Neon Genesis Evangelion la "Camera del Guf" ha un ruolo importante per il risolversi della trama.